# So... How's Your Girl?
Albums de Handsome Boy Modeling School
White People
(2004)
So... How's Your Girl? est le premier album studio de la Handsome Boy Modeling School, sorti le 19 octobre 1999.
L'album s'est classé 18e au Top Heatseekers.

## Liste des titres
| No  | Titre                                                                                           | Contient un (des) sample(s) de | Durée |
| --- | ----------------------------------------------------------------------------------------------- | --- | ----- |
| 1.  | Rock n' Roll (Could Never Hip Hop Like This)                                                    | Toe Jam de Mount Rushmore On Fire de Stetsasonic You Best Give It Up de Jessie and the Mel-O-Tones King of the Beats de Mantronix Urban Bunpō de Scha Dara Parr | 4:21  |
| 2.  | Magnetizing (featuring Del the Funky Homosapien)                                                | Five, Four, Three des Novi Singers Tense Preparation de Nick Ingman La Di Da Di de Doug E. Fresh et Slick Rick                                                  | 6:11  |
| 3.  | Metaphysical (featuring Miho Hatori et Mike D)                                                  | Sweet Bitter Love d'Aretha Franklin It's a Good Day de Peggy Lee Dap Walk d'Ernie and the Top Notes                                                             | 3:24  |
| 4.  | Look at This Face (Oh My God They're Gorgeous)                                                  | Lifetime Monologue de Lou Rawls Concerto N° 6 - III : Allegro de Johann Sebastian Bach                                                                          | 1:59  |
| 5.  | Waterworld (featuring Encore)                                                                   | Tohubohu Part I de Marc Moulin Move the Crowd d'Eric B. & Rakim                                                                                                 | 5:22  |
| 6.  | Once Again (Here to Kick One For You) (featuring Grand Puba et Sadat X)                         | An Old Fashioned Love Song de Three Dog Night Let's Do It Again Parts 3 & 4 de Charlie Whitehead                                                                | 4:01  |
| 7.  | The Truth (featuring J-Live et Róisín Murphy)                                                   | Coffee Cold de Galt MacDermot Blow for the Crossing de Billy Butler                                                                                             | 5:35  |
| 8.  | Holy Calamity (Bear Witness II) (featuring DJ Quest et DJ Shadow)                               | Kashmere du Kashmere Stage Band Train Sequence de Geoffrey Sumner The Dump des Soul Vibrations Urban Sound Surgeon de 4-ever Fresh Bear Witness de Dr. Octagon  | 4:01  |
| 9.  | Calling the Biz (featuring Biz Markie)                                                          | | 0:50  |
| 10. | The Projects (P Jays) (featuring Del tha Funkee Homosapien et Trugoy The Dove)                  | I Got My Mind Made Up (You Can Get It Girl) d'Instant Funk Howl in Wolf's Clothing de Wynder K. Frog Stakes Is High de De La Soul                               | 4:28  |
| 11. | Sunshine (featuring Father Guido Sarducci, Josh Haden, Money Mark, Paula Frazer et Sean Lennon) | Ixelles de Cos Ou-Wee Man de Dave Serrano Violin & Cello (Street Musicians) de Julianne Feldman, John Tenney, Stephen Gehl et Bob Amacker                       | 4:09  |
| 12. | Modeling Sucks                                                                                  | Symphonie n° 5 de Ludwig van Beethoven The Hoody Beat de Ralph Vargas et Carlos Bess                                                                            | 1:02  |
| 13. | Torch Song Trilogy (featuring Sensational)                                                      | Stop and Check Yourself de Garnet Mimms | 3:55  |
| 14. | The Runway Song (featuring Kid Koala)                                                           | The Thief de Roy Budd | 4:48  |
| 15. | Megaton B-Boy 2000 (featuring Alec Empire et El-P)                                              | | 4:57  |
| 16. | Father Speaks                                                                                   | | 1:27  |